# Île Gibraleón
L'île Gibraleón (Isla Gibrealeón en espagnol) est une île inhabitée du Panama faisant partie de l'archipel des Perles, situé dans la partie est du golfe de Panama. 

## Géographie
L'île Gibraleón se trouve à 2 kilomètres à l'est de l'île Casaya et fait partie d'un groupe de plus de 200 îles et îlots, pour la plupart inhabités, situés à environ 30 km des côtes panamiennes de l'océan Pacifique. 
L'île a 8 km de côtes, cinq plages, une mangrove, et est recouverte de 61,99 hectares de jungle dense,. L'île a une surface totale de 112,35 hectares, ce qui fait d'elle la douzième île de son archipel. Son point culminant s'élève à 11 mètres au-dessus du niveau de la mer,. L'île est situé dans le fuseau horaire UTC−05:00.

## Climat
L'île Gibraleón se trouve dans la zone de convergence intertropicale, connue dans le monde maritime sous le nom de zone de calmes équatoriaux.
La variation de l'emplacement de la zone de convergence intertropicale affecte grandement les précipitations dans les régions équatoriales ; les territoires de cette zone possèdent plutôt des saisons sèches et humides plutôt que des saisons chaudes et froides des hautes latitudes. Sur l'île Gibraleón, la saison humide s'étend de mars à décembre, lorsque la zone de convergence se trouve légèrement au nord du Panama. Elle se caractérise par des grandes précipitations accompagnées de légers vents. 
La saison sèche, s'étendant de janvier à avril, se produit lorsque la zone de convergence se trouve au sud de Panama. Elle se caractérise par un ciel clair et des alizés provenant du nord-est des Caraïbes. Cet environnement et cette situation géographique uniques des îles de l'archipel des Perles les protègent des dégâts des vents et tempêtes (en particulier du courant El Niño) durant la saison sèche, permettant ainsi aux espèces (dont notamment la baleine, le requin-tigre, le grand cachalot, la tortue marine, la raie et d'autres poissons) vivant dans les eaux de l'archipel (d'une température généralement comprise entre 28 et 29 °C) de se développer sans période d'interruption.

## Notoriété
L'île Gibraleón est utilisée dans les premières saisons de l'émission télévisée de survie britannique The Island with Bear Grylls (en).
Lors de la première saison de cette émission qui est diffusée du 5 mai 2014 au 2 juin 2014, c'est l'île sur laquelle doivent survivre treize hommes durant un mois avec un matériel rudimentaire.
L'année suivante, dans la seconde saison de l'émission qui est diffusée du 8 avril 2015 au 23 avril 2015, c'est l'île où doivent survivre quatorze femmes ; par ailleurs, quatorze hommes connaissent le même sort sur une île voisine, l'Isla San Telmo (en),.